# 丝腹弓背蚁

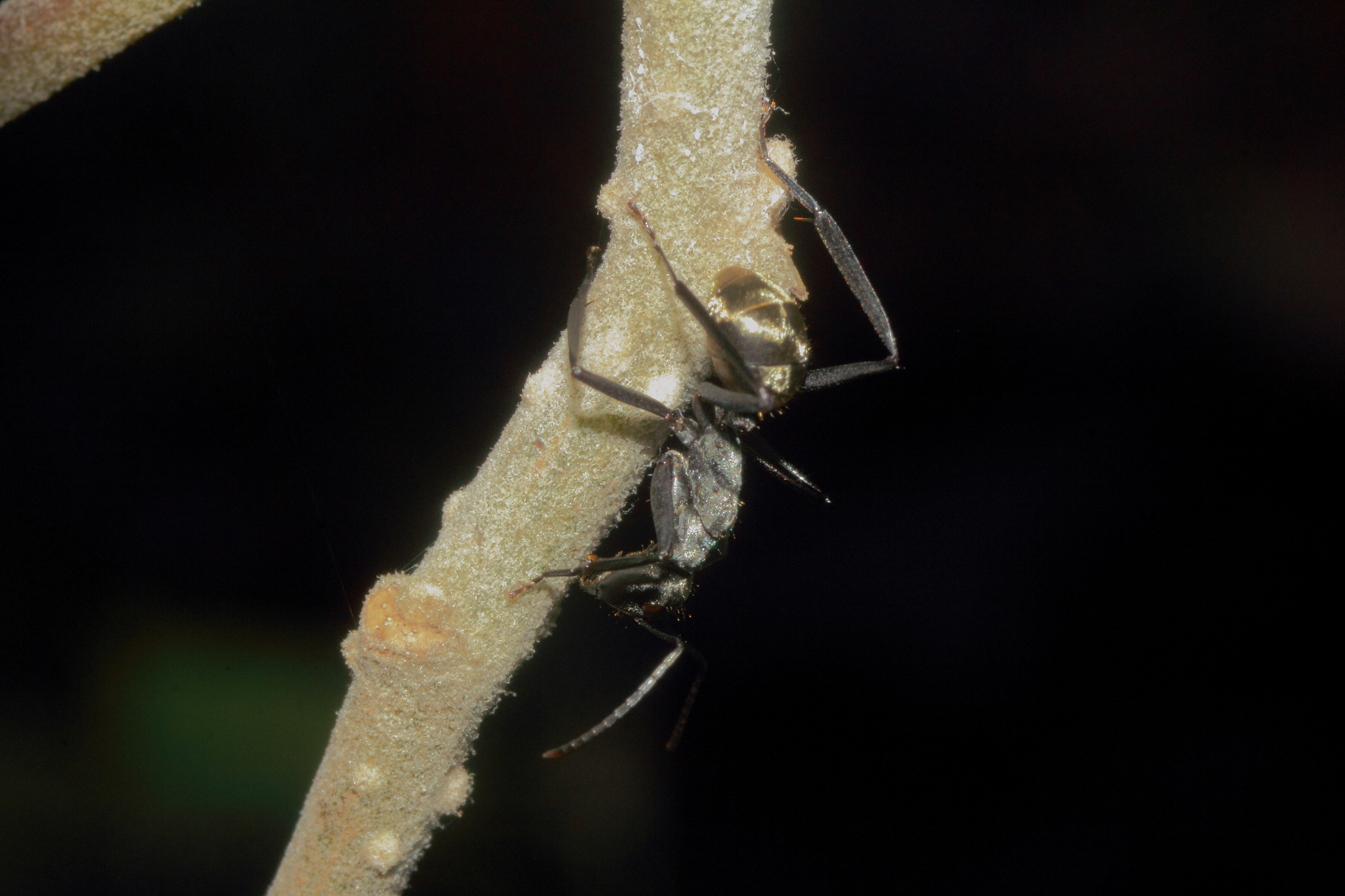
工蚁

丝腹弓背蚁（学名：Camponotus sericeiventris）是蚁科的一种大型弓背蚁。
英文稱：Shimmering golden sugar ant（闪亮的金色糖蚁）

## 描述
该物种体型较大。全身布满密集的毛发，腹部反光着类似丝绸一样的质感，其外观与丝毛弓背蚁和红头弓背蚁颇为相似。
蚁后体长 17-19mm；工蚁为 7-16.5mm。
大型工蚁拥有特化的头部，头宽 4.5-5.2mm，长 5-5.7mm，其头部比蚁后略微大一点。

## 亚种
该物种有五个亚种：
- 丝腹弓背蚁霍姆格伦变种 Camponotus sericeiventris var. holmgreni Wheeler, 1931
- 丝腹弓背蚁奥托克变种 Camponotus sericeiventris var. otoquensis Wheeler, 1931
- 丝腹弓背蚁祭司分型 Camponotus sericeiventris st. pontifex Santschi, 1936
- 丝腹弓背蚁君王亚种 Camponotus sericeiventris subsp. rex Forel, 1907
- 丝腹弓背蚁总督变种 Camponotus sericeiventris var. satrapus Wheeler, 1931

## 分类学上的乌龙
根据生物分类法的规则，丝腹弓背蚁实际是肩角弓背蚁（Camponotus cuneata Perty, 1833）的次异名。
以前的资料中都沒有給出丝腹弓背蚁的发表日期。后来达拉•托雷（Dalla Torre）錯誤地將其发表日期定為1830年，导致发表时间本该比肩角弓背蚁晚的丝腹弓背蚁变得比肩角弓背蚁早了。而所有後來的蚁学者及学家都接收到了這個錯誤的日期。1972年，肯普夫（Kempf）給出了丝腹弓背蚁的正確发表日期实际为1838年，但为时已晚，因为此時的肩角弓背蚁已经被撤销了。